# Cœur d'acier
Pour plus de détails, voir Fiche technique et Distribution.
Cœur d'Acier (Steel and Lace) est un film de science fiction américain de Ernest D. Farino sorti en 1991.

## Synopsis
Violée et torturée, la paniste Gail Morton se suicide après que ses tortionnaires aient été acquittés. Cinq ans plus tard, son frère, Albert, généticien de génie, a ranimé Gail, alors transformée en cyborg surpuissant. Programmée pour éliminer ses assassins, elle se met en chasse.

## Fiche technique
- Titre original : Steel and Lace
- Titre français : Cœur d'acier
- Réalisation : Ernest D. Farino
- Scénario : Joseph Dougherty et Dave Edison
- Production : David DeCoteau et John Schouweiler
- Musique : John Massari
- Photographie : Thomas L. Callaway (en)
- Montage : Christopher Roth
- Pays :  États-Unis
- Langue : anglais
- Date de sortie : 
  -  États-Unis : 30 janvier 1991

## Distribution
- Clare Wren : Gaily Morton
- Bruce Davison : Albert Morton
- Stacy Haiduk : Alison
- David Naughton : Dunn
- Michael Cerveris : Daniel Emerson
- Scott Burkholder : Tobby
- Paul Lieber : Oscar
- Brian Backer : Norman
- John J. York : Craig
- Nick Tate : Duncan